# Carl Gottlob von Hopffgarten
Carl Gottlob von Hopffgarten, auch Hopfgarten, (* 7. August 1704; † 19. Juli 1765 in Naumburg (Saale)) war ein deutscher Domdechant, königlich-polnischer und kurfürstlich-sächsischer Präsident des Stiftskonsistoriums in Zeitz, Prälat der Hochstifts Naumburg sowie Rittergutsbesitzer in Geußnitz (seit 1753), Zembschen (1756–1763) und Mülverstedt. 

## Herkunft
Er stammte aus dem thüringischen Adelsgeschlecht von Hopffgarten. Seine Eltern waren der spätere Generalmajor und Kommandant der Festung Pleißenburg Georg Friedrich von Hopffgarten (* 2. Januar 1660; † 8. Januar 1732) und dessen Ehefrau Christine Sybille von Einsiedel (* 19. April 1685; † 19. Juli 1718). Seine Brüder waren Friedrich Abraham von Hopffgarten (* 13. Oktober 1702; † 24. April 1774) und der spätere Geheime Kriegsrat Christian Friedrich von Hopffgarten (* 16. August 1707; † 18. Juli 1793).

## Familie
Er heiratete die Freiin Johanna Henrietta von Seyfertitz (1714–1765), Tochter von Johann Adam von Seyffertitz . Aus dieser Ehe gingen u. a. folgende drei Söhne hervor:
- August Gottlob († 19. November 1776 in Naumburg (Saale)) war kursächsischer Hof- und Justizherr sowie Domherr in Naumburg und Rittergutsbesitzer.[1]
- Carl Siegismund (* 25. September 1748 in Zeitz; † 24. März 1817) ⚭ N.N.
- Christian Adolph (* 13. Juni 1751 in Zeitz; † 20. Juni 1815)[2], sächsischer Rittmeister ⚭ 1787 Freiin Sophie Caroline von Fritsch (* 16. August 1770; † 1. Juni 1837)[3]
- Friedrich Wilhelm.